# Parlamentswahl in Rumänien 2008

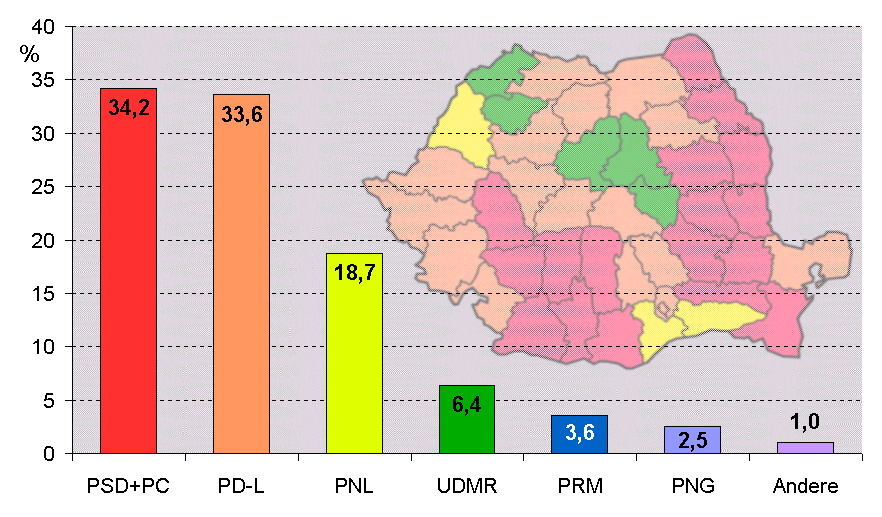
Stimmenverteilung für den Senat

Die Parlamentswahl in Rumänien 2008 fand am 30. November statt. Die Partidul Social Democrat (PSD) gewann mit knappem Stimmenvorsprung vor der bürgerlich orientierten Partidul Democrat Liberal (PD-L). Letztere konnte dagegen eine Mehrheit der Mandate für sich verbuchen. Beide Parteien bildeten eine gemeinsame Regierung; Ministerpräsident wurde am 22. Dezember 2008 der PD-L-Vorsitzende Emil Boc.

## Wahlrecht

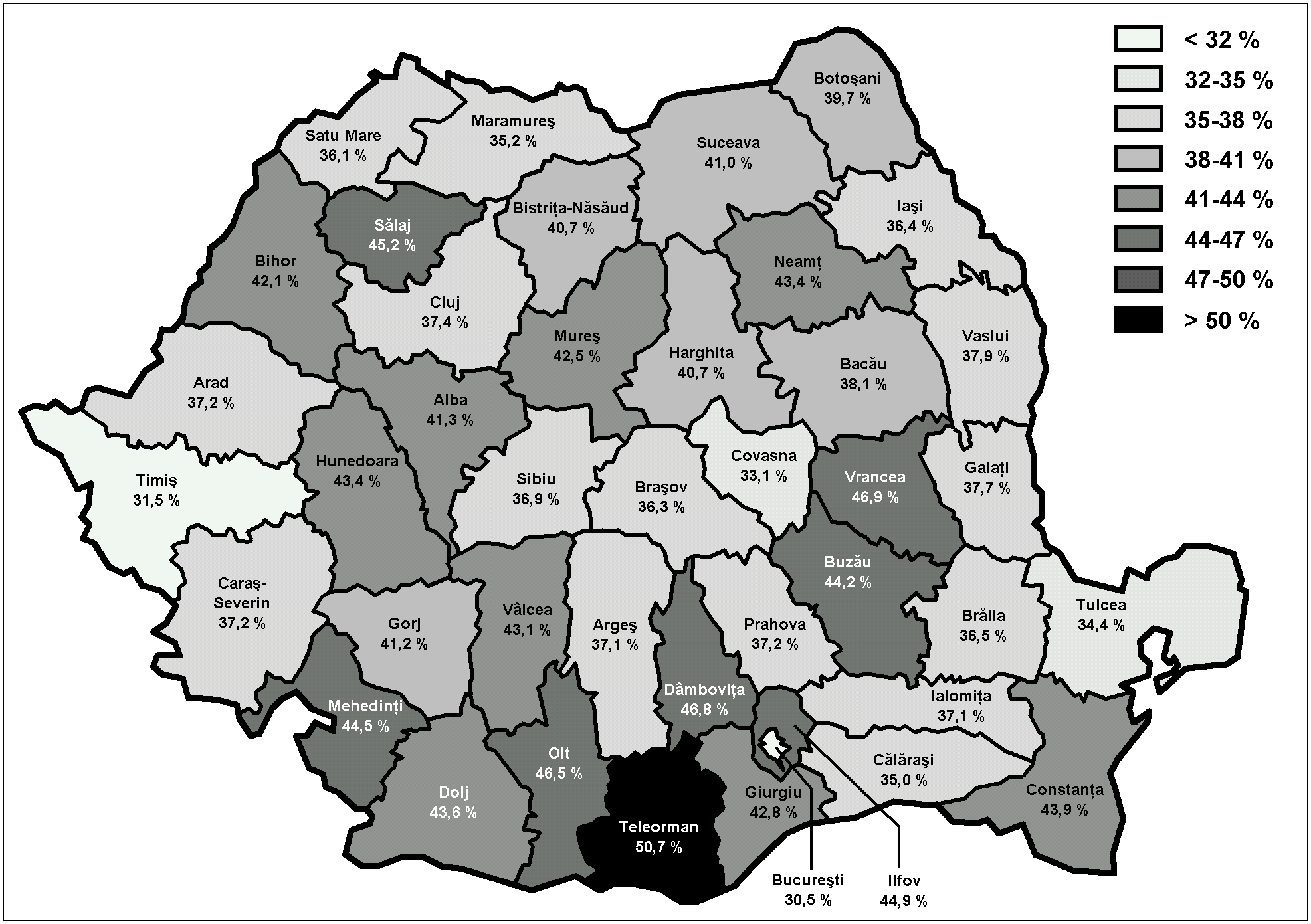
Wahlbeteiligung nach Kreisen

Gewählt wurden nach Ablauf der vierjährigen Legislaturperiode beide Kammern des Parlaments, die Abgeordnetenkammer (Camera Deputaților) und der Senat. Die Abgeordnetenkammer hat 333 Sitze, der Senat 137. Beide Kammern wurden nach einem kombinierten Mehrheits- und Verhältniswahlrecht bestimmt. Nachdem bisher die Parteien ihre Abgeordneten lediglich über Wahllisten in das Parlament entsandten, standen diesmal von den Parteien nominierte Personen zur Wahl. Diese erhielten einen Sitz, wenn sie die absolute Mehrheit der in ihrem Wahlkreis abgegebenen Stimmen erreichten. Die übrigen Sitze wurden nach einem komplizierten Verfahren auf andere Kandidaten verteilt, so dass letztlich die Parteien proportional zu den für ihre Kandidaten abgegebenen Stimmen in den Parlamentskammern vertreten sind.
Die Partidul România Mare (Großrumänienpartei) versuchte in einem juristischen Verfahren, die Rückkehr zur früher angewandten Listenwahl erzwingen. Am 25. September wies das Bukarester Appellationsgericht, am 11. November auch der Oberste Gerichtshof die Klage der Partei zurück. Jedoch erst am 18. November 2008 bestätigte das Verfassungsgericht abschließend das Wahlgesetz.
Wahlberechtigt waren rumänische Staatsbürger ab einem Alter von 18 Jahren. Die untere Altersgrenze hinsichtlich des passiven Wahlrechts lag für die Abgeordnetenkammer bei 23, für den Senat bei 35 Jahren.
Erstmals waren auch im Ausland wohnhafte Personen mit rumänischer Staatsbürgerschaft für die Parlamentswahl zugelassen. Für sie wurden „Diaspora-Wahlkreise“ eingerichtet (vier für die Abgeordnetenkammer, zwei für den Senat).
Es galt eine Fünfprozent-Klausel. Parteien konnten sich zu gerichtlich eingetragenen Wahlbündnissen zusammenschließen; dann stieg die Hürde zum Einzug ins Parlament auf 8–10 Prozent, je nach Anzahl der verbündeten Parteien. Alternativ war es möglich, Politiker anderer Parteien auf eigenen Listen kandidieren zu lassen, womit die Erhöhung der Prozenthürde umgangen wurde.
Die Fünfprozentklausel wäre für eine Partei entfallen, wenn ihre Kandidaten in mindestens sechs (Abgeordnetenkammer) bzw. drei (Senat) Wahlkreisen über das Erreichen der absoluten Mehrheit Parlamentssitze errungen hätten.
Parteien der 18 anerkannten nationalen Minderheiten konnten im Gegensatz zu den anderen Parteien jeweils einen Einheitskandidaten nominieren, der in allen Wahlkreisen antrat. Auch wenn dieser die Fünfprozenthürde nicht meisterte, konnte er in die Abgeordnetenkammer einziehen, selbst wenn er die sonst erforderliche Stimmenzahl für diesen einen Sitz nicht erreichte.

## Ausgangslage

### Vorheriges Parlament
Im 2004 gewählten Parlament waren Vertreter von sechs größeren Parteien und eine ganze Anzahl unabhängiger Abgeordneter und Angehöriger nationaler Minderheiten vertreten:
| Partei                                 | Abkürzung | Richtung                               | Mandate Abgeordnetenkammer | Mandate Senat |
| -------------------------------------- | --------- | -------------------------------------- | -------------------------- | ------------- |
| Partidul Social Democrat               | PSD       | sozialdemokratisch                     | 102                        | 44            |
| Partidul Democrat Liberal              | PD-L      | liberal/konservativ                    | 65                         | 25            |
| Partidul Național Liberal              | PNL       | liberal                                | 53                         | 25            |
| Partidul România Mare                  | PRM       | nationalistisch                        | 25                         | 15            |
| Uniunea Democrată Maghiară din România | UDMR      | Minderheitenpartei; christdemokratisch | 19                         | 9             |
| Partidul Conservator                   | PC        | sozialkonservativ                      | 18                         | 10            |
| Sonstige                               |           |                                        | 33                         | 4             |

Diese Zahlen stellen den Stand von August 2008 dar und stimmten nicht mehr mit dem Wahlergebnis von 2004 (siehe unten) überein, da in der Zwischenzeit eine ganze Anzahl von Fraktionswechseln, -ausschlüssen und -austritten erfolgt war.
Nach den Wahlen 2004 bildeten zunächst die PNL, die PD – die Vorläuferpartei der heutigen PD-L –, die UDMR und die PC eine Regierungskoalition unter dem Ministerpräsidenten Călin Popescu-Tăriceanu (PNL). Die PSD und die PRM gingen in die Opposition.
2006 trat die PC, 2007 nach einem Zerwürfnis zwischen Popescu-Tăriceanu und dem Staatspräsidenten Traian Băsescu auch die PD, aus der Regierung aus. Zudem verließ ein Teil der PNL-Abgeordneten Ende 2006 die Partei und gründete die PLD (Partidul Liberal Democrat), die ein Jahr später mit der PD zur PD-L fusionierte. Die Regierungskoalition bestand damit nur noch aus den Abgeordneten von PNL und UDMR, die zusammen lediglich über etwa 20 % der Mandate verfügten, und war in ihrer Handlungsfähigkeit stark eingeschränkt. Mehrere Misstrauensanträge im Jahr 2007 scheiterten jedoch an Meinungsverschiedenheiten der anderen Parteien.

### Ausgangssituation der einzelnen Parteien

#### PSD

Logo der PSD

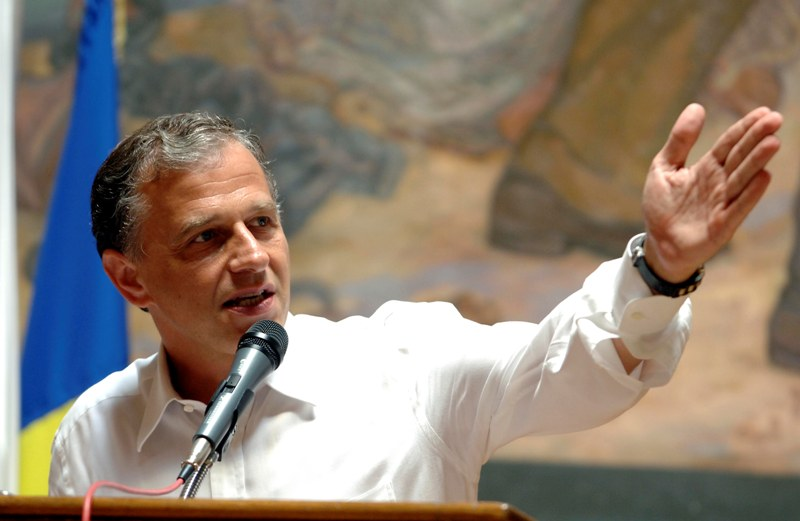
Mircea Geoană

Die Partidul Social Democrat (PSD, Sozialdemokratische Partei) als bisher stärkste Oppositionskraft trat an, um die Regierung wieder zu übernehmen. Im Wahljahr fiel die PSD jedoch immer wieder durch innerparteiliche Streitigkeiten auf, deren Hauptexponenten auf der einen Seite der Ehrenvorsitzende und ehemalige Staatspräsident Ion Iliescu, auf der anderen Seite eine reformorientierte Grupul de Cluj („Klausenburger Gruppe“) um Vasile Dâncu waren. Außerdem standen mehrere prominente Mitglieder unter Korruptionsverdacht, unter ihnen der ehemalige Ministerpräsident Adrian Năstase und der frühere Verkehrsminister Miron Mitrea. Letzterer war Wahlkampfleiter der Partei.
Die PSD ging ein Wahlbündnis mit der PC ein und konnte so die Medienmacht des einflussreichen, ehemaligen PC-Vorsitzenden Dan Voiculescu nutzen.
Am 27. und 28. September 2008 veranstalteten beide Parteien einen gemeinsamen Kongress, auf dem ein Wahlprogramm mit dem Namen „10 Angajamente pentru România“ (10 Verpflichtungen für Rumänien) verabschiedet wurde.
Spitzenkandidat des Bündnisses PSD-PC, das einen Stimmenanteil von 40 Prozent anstrebte, war der Parteivorsitzende Mircea Geoană. Als möglicher Bündnispartner nach der Wahl galt die PNL. Geoană schloss allerdings auch ein Bündnis mit der PD-L nicht aus, womit er sich in Gegensatz zu Ion Iliescu brachte, der eine Koalition mit dieser Partei ablehnte und der von vielen Beobachtern als die nach wie vor mächtigste Person der PSD angesehen wurde.

#### PD-L

Logo der PD−L

Die Partidul Democrat Liberal (PD-L, Demokratisch-Liberale Partei) hatte nach Aussage einiger Meinungsumfragen die größten Chancen, aus der Wahl als stärkste Kraft hervorzugehen. Parteichef Emil Boc strebte ein Ergebnis an, das möglichst nahe bei 50 % liegen sollte. Hauptgrund für den Optimismus der Partei war die Popularität von Staatspräsident Traian Băsescu, der der PD-L nahesteht. Anfang September 2008 brachte sich die Partei, deren Wahlkampagne bis dahin recht reibungslos lief, in Schwierigkeiten, als sie im Senat eine Zusammenarbeit mit der extremistischen Partidul România Mare (Großrumänienpartei) mit dem Ziel vereinbarte, sich gegenseitig Posten im Senatsvorsitz zu sichern. Präsident Băsescu distanzierte sich von diesem Vorgehen.
Der PD-L wurden von vielen Beobachtern Schwierigkeiten vorausgesagt, nach den Wahlen einen ausreichend starken Koalitionspartner zu finden, da die persönlichen Verhältnisse insbesondere von Băsescu zu den Führern von PSD und PNL über das normale Maß politischer Gegnerschaft hinaus als zerrüttet galten. Im August 2008 signalisierten Politiker von PD-L und PNL jedoch, dass sie sich ein erneutes Zusammengehen beider Parteien – wie bereits nach den Wahlen 2004 – vorstellen könnten. Kandidat für das Amt des Ministerpräsidenten war Theodor Stolojan.

#### PNL

Logo der PNL

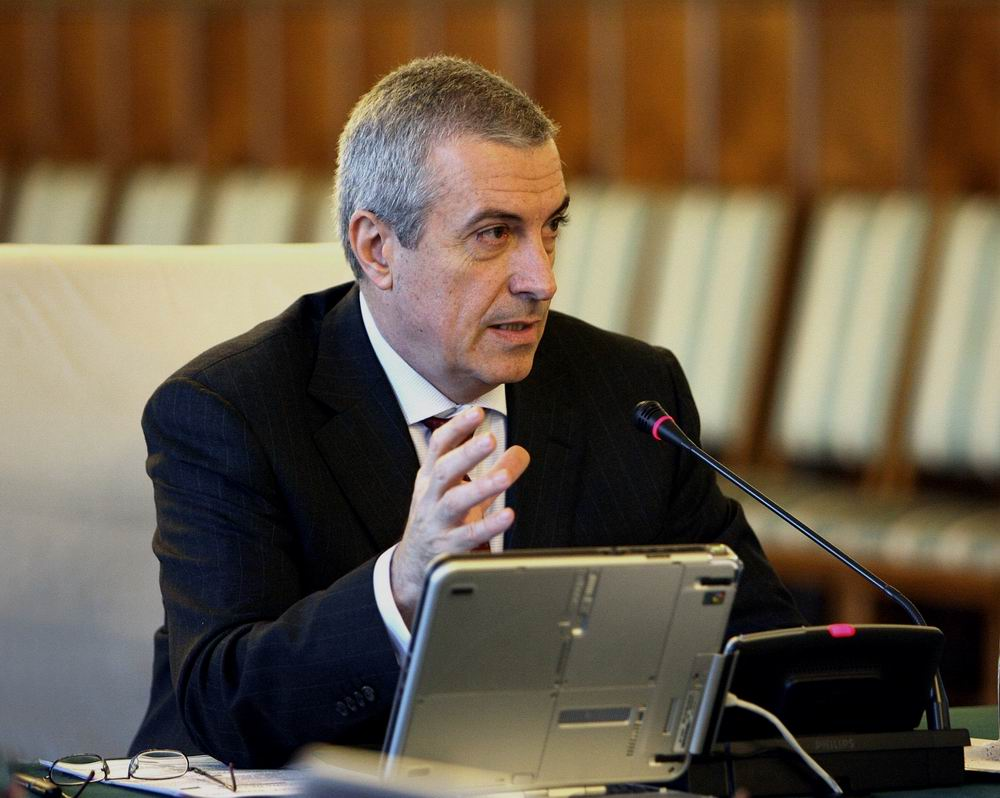
Călin Popescu-Tăriceanu (Ministerpräsident, 2004–2008)

Die Partidul Național Liberal (PNL, Nationalliberale Partei) erhoffte sich, mit Hilfe eines oder mehrerer Bündnispartner wieder die Regierung zu bilden. Der Ministerpräsident Călin Popescu-Tăriceanu stellte sich als Spitzenkandidat zur Wahl.
Als führende Regierungspartei bemühte sich die PNL in den Monaten vor der Wahl, durch Erhöhungen von Renten und Mindestlöhnen die Wähler zu überzeugen. Dies führte zu Lohnforderungen verschiedener Gruppen der staatlichen Angestellten, denen die PNL-geführte Regierung entgegentreten musste, um die finanzielle Stabilität des Staates nicht zu gefährden.
Unter anderem diese Aspekte führten im Oktober 2008 zu einer Wiederannäherung an die PD-L, die der PNL programmatisch recht nahesteht.

#### PRM

Logo der PRM

Die Partidul România Mare (PRM, Großrumänienpartei) hatte in Meinungsumfragen schon seit längerer Zeit ein Nachlassen der Zustimmung zu verzeichnen. Damit einher gingen Streitigkeiten in der Parteiführung und Parteiaustritte. So gehörten Ende August 2008 nur noch 39 der im Jahre 2004 gewählten 73 PRM-Parlamentarier der Partei an. Da durch das rückläufige Wählerinteresse das Erreichen der Fünfprozenthürde gefährdet war, beschloss die PRM, Gespräche mit allen anderen bedeutenderen Parteien aufzunehmen. Ein Wahlbündnis kam jedoch nicht zustande. Da die Partei befürchtete, durch das neue Wahlsystem Stimmen zu verlieren, ging sie – allerdings erfolglos – juristisch dagegen vor.

#### UDMR

Logo der UDMR

Die Uniunea Democrată Maghiară din România (UDMR, Demokratische Union der Ungarn in Rumänien) konnte bei bisherigen Wahlen immer auf die weitgehend einheitlich abstimmende ungarische Minderheit vertrauen. Im März 2008 jedoch konstituierte sich die Partidul Civic Maghiar (PCM, Ungarische Bürgerpartei), die bei den Kommunalwahlen im Juni 2008 etwa 16 % der Stimmen der ungarischen Minderheit erringen konnte. Dies bedeutete für die UDMR die Gefahr, die Fünfprozenthürde möglicherweise zu verfehlen. Sie befand sich deshalb in Verhandlungen mit der PCM. Letztlich entschied sie sich jedoch gegen ein Bündnis mit der PCM, die daraufhin zwar verzichtete, mit eigenen Kandidaten anzutreten, jedoch unabhängige ungarische Kandidaten unterstützte. Um keine potentiellen Stimmen einzubüßen, stellte die UDMR Kandidaten in allen Wahlkreisen auf, also auch in Regionen, in denen praktisch keine Ungarn leben. Dafür griff sie auch auf ethnische Rumänen zurück.
Inhaltlich trat die UDMR für eine Ausweitung der Rechte der ungarischen Minderheit ein. So forderte sie, dass in den mehrheitlich von Magyaren bewohnten Gebieten Siebenbürgens auch rumänische Schüler die ungarische Sprache erlernen müssen. Sie war bereit, nach den Wahlen mit allen anderen Parteien zusammenzuarbeiten, mit Ausnahme der PRM.

#### PNG-CD

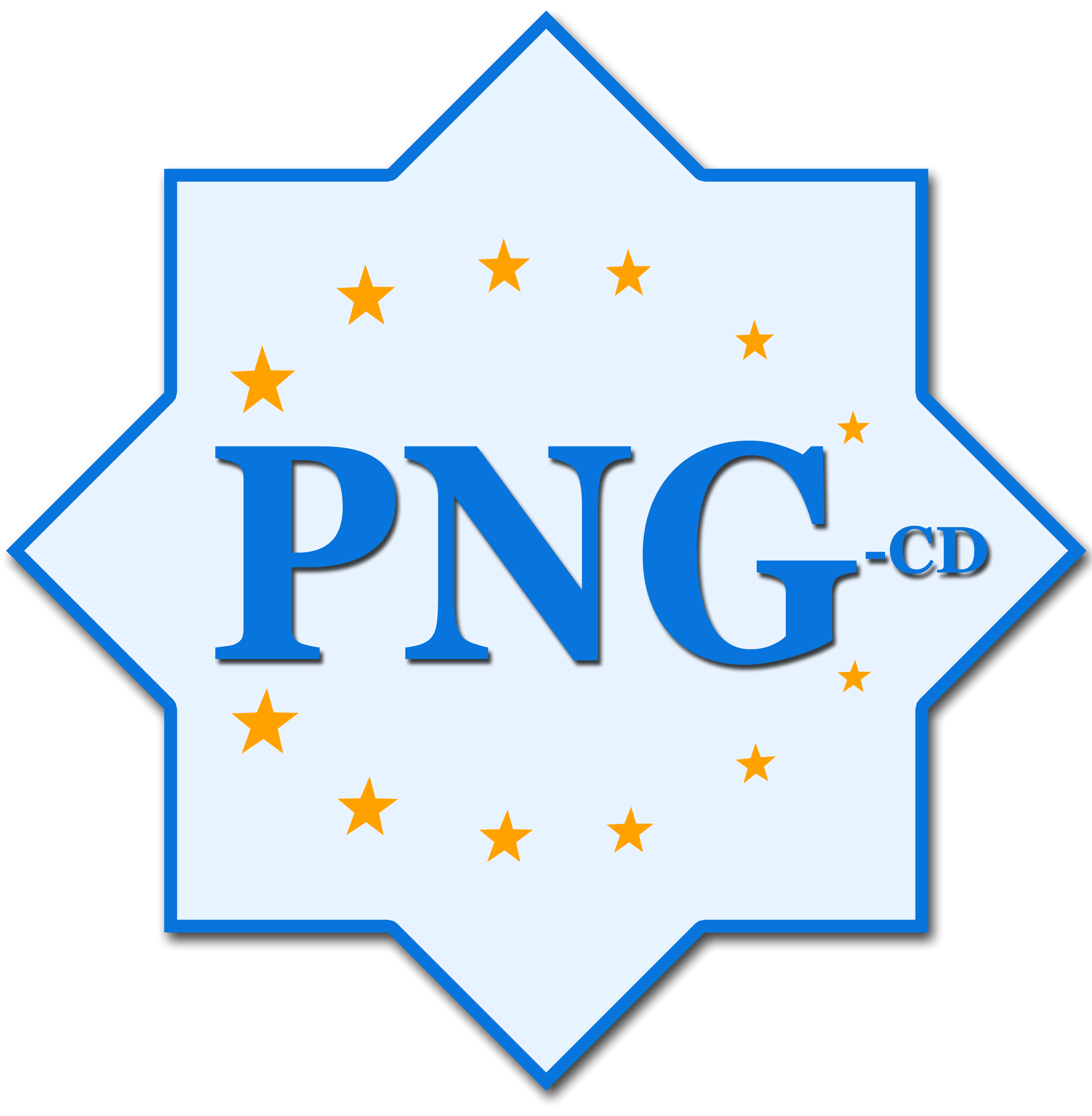
Logo der PNG-CD

Die Partidul Noua Generație – Creștin Democrat (PNG-CD, Partei der Neuen Generation – Christdemokraten) ist eine rechtsgerichtete Formation unter Führung des Multimillionärs George Becali. Sie hatte während der letzten Legislaturperiode zeitweise sehr hohe Umfragewerte zu verzeichnen, die im Jahr 2008 jedoch wieder deutlich rückläufig waren. Trotzdem wurden ihr Chancen eingeräumt, die Fünfprozent-Hürde ohne Wahlbündnis zu erreichen.

#### PC

Logo der PC

Die Partidul Conservator (PC, Konservative Partei) vollzog in den letzten Jahren einige abrupte Kurswechsel. So trat sie zu den Parlamentswahlen 2004 gemeinsam mit der PSD an, bildete dann eine Koalitionsregierung mit der PNL und der PD, aus der sie 2006 wieder ausschied. Sie hätte allein die Fünfprozenthürde vermutlich verfehlt und strebte deshalb ein Wahlbündnis an. Ein Zusammengehen mit der PRM scheiterte, weil das Angebot der PC verbunden war mit dem Vorschlag, dass sich die PRM auflösen und in der PC aufgehen solle. Ende August 2008 schloss die PC ein Wahlbündnis mit der PSD, das es der PC ermöglichte, 25 Kandidaten auf den Listen der PSD kandidieren zu lassen. Im Gegenzug sagte Dan Voiulescu – die prägende Persönlichkeit der PC – der PSD Unterstützung über seinen Medienkonzern zu.

#### PNȚCD

Logo der PNȚCD

Die Partidul Național Țărănesc Creștin Democrat (PNȚCD, Nationale Bauernpartei-Christdemokraten) hat eine starke regionale Basis im Westen des Landes, hätte nach Meinungsumfragen jedoch die Fünfprozenthürde allein nicht gemeistert. Sie unterzeichnete deshalb eine Vereinbarung mit der PNL, einige Parteimitglieder auf deren Listen kandidieren zu lassen. Innerhalb der Partei gab es jedoch auch Kräfte, die ein Zusammengehen mit der PD-L oder das Aufstellen eigener Kandidaten befürworteten. Unter anderem wegen dieser Frage drohte der ohnehin zur weitgehenden Bedeutungslosigkeit herabgesunkenen ehemaligen Regierungspartei die Spaltung.

#### PIN
Die Partidul Inițiativa Națională (PIN, Partei Nationale Initiative) ist eine kleine Abspaltung der PD. Laut Meinungsumfragen hätte sie sich einer größeren Partei anschließen müssen, um Abgeordnete ins Parlament entsenden zu können. Sie verhandelte mit der PSD über ein Bündnis, brach diese Gespräche jedoch ab, als der PSD-Ehrenvorsitzende Ion Iliescu sich gegen eine Zusammenarbeit beider Parteien aussprach. Da die PIN keine Chancen sah, die Fünfprozenthürde zu überwinden, traten einzelne Parteimitglieder als unabhängige Kandidaten an.

#### PCM

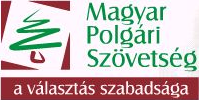
Logo der PCM

Die Partidul Civic Maghiar (PCM, Ungarische Bürgerpartei) ist eine Formation, die sich aus der UDMR abgespalten hat und erst im März 2008 als Partei registriert wurde. Verhandlungen mit der UDMR über ein Wahlbündnis scheiterten, so dass die PCM zunächst plante, mit eigenen Kandidaten anzutreten. Die PCM warf der UDMR vor, sich zu wenig für die Belange der ethnischen Ungarn in Rumänien einzusetzen. Realistische Chancen auf einen Einzug ins Parlament hatte sie nicht. Am 5. Oktober 2008 beschloss der Parteivorstand, trotz des Zerwürfnisses mit der UDMR bei den Wahlen nicht zu kandidieren. Allerdings unterstützte sie unabhängige ungarische Kandidaten.

### Kandidaten
Um die insgesamt zu vergebenden 469 Parlamentssitze bewarben sich etwa 3000 Kandidaten.
Die größeren Parteien – PD-L, PNL, UDMR, PRM, PNG-CD sowie das Wahlbündnis aus PSD und PC – stellten flächendeckend in allen Wahlkreisen Kandidaten auf. Daneben waren die Parteien von 18 anerkannten nationalen Minderheiten (Albaner, Armenier, Bulgaren, Deutsche, Griechen, Italiener, Juden, Kroaten, Lippowaner/Russen, Mazedonier, Polen, Roma, Ruthenen, Serben, Slowaken/Tschechen, Tataren, Türken, Ukrainer) landesweit wählbar. Zu diesen Parteien gehörte das Demokratische Forum der Deutschen in Rumänien (DFDR), für das Ovidiu Ganț kandidierte.
Zwei kleinere Parteien, das Wahlbündnis aus Partidul Ecologist Român (Rumänische Ökologenpartei) und Partidul Verde (Grüne Partei) sowie die Partidul Popular și al Protecției Sociale (Partei des Volkes und der sozialen Fürsorge) traten nur in einem Teil der Wahlkreise an. Andere – so etwa die Partidul Inițiativa Națională (Partei Nationale Initiative) – beschränkten sich auf die Kandidatur populärer Parteimitglieder als unabhängige Kandidaten in einzelnen Wahlkreisen.
Die Vergabe der Mandate über eine Personenwahl veranlasste einige Parteien, sich um prominente Künstler oder Sportler als Kandidaten zu bemühen. So traten z. B. der Filmregisseur Sergiu Nicolaescu und der Kosmonaut Dumitru Prunariu für die PSD an. Laurențiu Reghecampf, ein beim 1. FC Kaiserslautern unter Vertrag stehender Fußball-Bundesligaprofi, kandidierte für die PNG-CD,
der international bekannte Panflöten-Virtuose Gheorghe Zamfir für das Wahlbündnis aus Grüner und Ökologenpartei.
Nach Angaben rumänischer Nichtregierungsorganisationen, die 2004 eine „Koalition für ein sauberes Parlament“ (Coaliția pentru un Parlament Curat) gegründet hatten, erfüllten 244 Kandidaten die von dieser Vereinigung aufgestellten Kriterien nicht, weil sie sich in einem Interessenkonflikt befanden, für persönliche Vorteile die Partei gewechselt oder mit der Securitate zusammengearbeitet hatten.

### Wahlkampf

#### Rechtliche Grundlagen
Der offizielle Wahlkampf begann 30 Tage vor der Wahl, also am 31. Oktober 2008. Naturgemäß versuchten die Parteien jedoch schon vorher, durch Äußerungen oder Gesetzesinitiativen die Wähler in ihrem Sinne anzusprechen.
Während der offiziellen Wahlkampfzeit war es den Parteien erlaubt, sowohl bei öffentlich-rechtlichen als auch bei privaten Fernsehsendern Wahlwerbespots zu platzieren. Im Gegensatz zu vorangegangenen Wahlen mussten die Parteien die Spots bei privaten Sendern bezahlen. Damit sollte der Einfluss von Medienunternehmen auf die Wahl reduziert werden.
24 Stunden vor Öffnung der Wahllokale war der Wahlkampf offiziell beendet, d. h. am 29. November 7.00 Uhr.

#### Politische Orientierung der wahlwerbenden Parteien
Bei programmatisch recht geringen Unterschieden der meisten bedeutenderen Parteien wurden die PD-L, die PNL und die PNȚCD eher dem bürgerlich-konservativen Lager zugerechnet. Die PSD vertrat ein sozialdemokratisches Programm. Ein Sonderfall waren die UDMR und die PCM als Nationalitätenparteien. Die PC, die PRM und die PNG-CD vertraten in unterschiedlichem Ausmaß populistische, national-religiöse, teilweise – vor allem die PRM und die PNG-CD – auch extremistische Positionen, stellten für die anderen Parteien jedoch trotzdem potentielle Koalitionspartner dar.

#### Themen des Wahlkampfes
Zunächst spielten Sachthemen im Wahlkampf eine eher untergeordnete Rolle. Ein Lager- oder Richtungswahlkampf war nicht zu erkennen. Von politischen Beobachtern wurden nahezu alle theoretisch möglichen Parteibündnisse auch für praktisch umsetzbar gehalten.
Die größeren Parteien versprachen ihren Wählern im Wesentlichen steigende Löhne und Renten. Auch ein zügiger Ausbau des Autobahnnetzes wurde in Aussicht gestellt. Diese Versprechen wären bei einer Umsetzung mit sehr hohen finanziellen Aufwendungen verbunden und wurden deshalb von rumänischen Journalisten sehr kritisch gesehen. Am 27. August 2008 kündigte die Regierung an, die Renten ab 1. November 2008 deutlich anzuheben. Beobachter sahen den Zeitpunkt dieser Maßnahme direkt in Zusammenhang mit den Wahlen. Um diesem Eindruck entgegenzuwirken und auf Druck der Opposition wurde diese Rentenerhöhung schließlich auf den 1. Oktober vorgezogen.
Eine schwierige Situation entstand am 30. September, als die Abgeordnetenkammer einstimmig ein Gesetz verabschiedete, das eine Erhöhung der Lehrergehälter um 50 Prozent vorsieht. Abgesehen davon, dass allein diese Maßnahme den Staatshaushalt stark belasten würde, haben auch andere gesellschaftliche Gruppen (Staatsbeamte, Studenten) umgehend vergleichbare Ansprüche angemeldet. Die Regierung – die das Gesetz aus wirtschaftlichen Gründen ablehnte – rief das Verfassungsgericht an, da die Gegenfinanzierung der Lohnerhöhung in keiner Weise geklärt sei. Das Gericht erklärte die Lohnerhöhung am 15. Oktober allerdings für verfassungsgemäß.
Nach einigem Zögern unterzeichnete Staatspräsident Traian Băsescu das Gesetz am 24. Oktober. Die Regierung stoppte dieses daraufhin per Dringlichkeitserlass, was wiederum zu Streikdrohungen seitens der Lehrerverbände führte.
Bildungsminister Cristian Adomniței wurde in dieser Angelegenheit von Ministerpräsident Popescu-Tăriceanu entlassen. Der Dringlichkeitserlass wurde vom Verfassungsgericht am 12. November 2008 für verfassungswidrig erklärt. Obwohl die Lohnsteigerungen bislang nicht umgesetzt wurden, sagten die Lehrer ihren geplanten Streik Mitte November vorläufig ab, um nicht in den Wahlkampf einzugreifen.
Durch die massiven Lohnforderungen verschiedener Gruppen, die erkennbar die wirtschaftliche und soziale Stabilität bedrohten, kam es ab Anfang Oktober zwischen den Parteien und auch innerhalb dieser zu Diskussionen über die Gefahren einer zu großzügigen Lohnpolitik.
Als im November 2008 deutlich wurde, dass auch Rumänien von der internationalen Finanzkrise betroffen sein würde, versprachen vor allem die drei großen Parteien wirksame Konzepte, um die negativen Auswirkungen zu begrenzen.
Ansonsten wurden vordergründig Kandidatur-Personalien sowie mögliche Wahlbündnisse und Koalitionen diskutiert.

#### Vorkommnisse
Im Zuge des Wahlkampfes kam es vereinzelt zu tätlichen oder heftigen verbalen Auseinandersetzungen zwischen Anhängern verschiedener Parteien. In der Stadt Botoșani wurde auf ein Wahlkampfbüro der PNL ein Brandanschlag verübt. Auf das Auto des PSD-Spitzenkandidaten Mircea Geoană wurde am 10. November in der Umgebung von Bukarest möglicherweise mit einem Luftgewehr geschossen.

### Meinungsumfragen
Die Meinungsumfragen hinsichtlich der Wahlabsichten wurden von verschiedenen, nominell unabhängigen Meinungsforschungsinstituten in unregelmäßigen Abständen erhoben. Dabei wurde üblicherweise die auch in Deutschland und Österreich bekannte „Sonntagsfrage“ gestellt. Beobachter in Rumänien waren jedoch der Meinung, dass ein Teil der Umfragen gezielt zur Beeinflussung der politischen Stimmung eingesetzt wurde. Beispielsweise wurde die am 25. September 2008 erhobene Befragung – die gute Umfragewerte für das Parteienbündnis von PSD und PC ermittelt hat – vom Fernsehsender Antena 3 in Auftrag gegeben. Dieser gehört zum Medienunternehmen von Dan Voiculescu, dem ehemaligen PC-Vorsitzenden.
Nur drei der bisher im Parlament vertretenen Parteien konnten aufgrund von Meinungsumfragen sicher davon ausgehen, die Fünfprozenthürde zu meistern, und zwar die PSD, die PD-L und die PNL. Nachdem die Mehrzahl der Erhebungen zunächst die PD-L in der Wählergunst vorn sah, prognostizierten in den letzten Tagen vor der Wahl die meisten Umfragen einen Sieg der PSD.
| Datum      | Institut    | PSD | PC | PD-L | PNL | PRM | UDMR | PNG-CD | PNȚCD | PIN | PCM |
| ---------- | ----------- | --- | -- | ---- | --- | --- | ---- | ------ | ----- | --- | --- |
| 19.06.2008 | IMAS        | 26  | 2  | 40   | 18  | 3   | 5    | 5      | -     | 1   | -   |
| 30.07.2008 | INSOMAR     | 26  | 2  | 38   | 16  | 3   | 4    | 3      | 2     | 2   | -   |
| 05.09.2008 | ATLE        | 33  | 3  | 30   | 16  | 3   | 5    | 3      | 1     | 2   | -   |
| 16.09.2008 | Metro Media | 28  | 3  | 37   | 17  | 5   | 5    | 3      | 1     | 3   | -   |
| 17.09.2008 | INSOMAR     | 25  | 1  | 39   | 20  | 4   | 4    | 3      | 1     | -   | 1   |
| 25.09.2008 | CCSB        | 36  | 36 | 34   | 20  | 3   | 5    | 2      | 1     | -   | -   |
| 11.10.2008 | BCS         | 28  | 28 | 30   | 21  | 4   | 6    | 4      | 1     | -   | -   |
| 23.10.2008 | CURS        | 31  | 31 | 32   | 18  | 5   | 5    | 5      | 1     | 1   | -   |
| 27.10.2008 | CCSB        | 37  | 37 | 35   | 18  | 3   | 6    | 2      | -     | -   | -   |
| 03.11.2008 | INSOMAR     | 32  | 32 | 37   | 17  | 5   | 5    | 3      | -     | -   | -   |
| 11.11.2008 | CCSB        | 38  | 38 | 34   | 14  | 4   | 7    | 2      | -     | -   | -   |
| 14.11.2008 | BCS         | 32  | 32 | 35   | 20  | 4   | 5    | -      | -     | -   | -   |
| 21.11.2008 | BCS         | 31  | 31 | 32   | 21  | 4   | 6    | 3      | -     | -   | -   |
| 23.11.2008 | INSOMAR     | 35  | 35 | 32   | 21  | 3   | 5    | 3      | -     | -   | -   |
| 23.11.2008 | CSOP        | 31  | 31 | 34   | 21  | 3   | 7    | 3      | -     | -   | -   |

- Angaben in Prozent

## Ablauf der Wahl
Die Wahllokale waren am 30. November von 7 bis 21 Uhr geöffnet. Eine Briefwahl gab es nicht. Da der 1. Dezember in Rumänien Nationalfeiertag ist, lag der Wahlsonntag inmitten eines verlängerten Wochenendes. Aus diesem Grund wurde von vornherein damit gerechnet, dass relativ viele Rumänen nicht an ihrem Wohnort sind und deshalb nicht wählen können. Außerdem waren viele Studenten nicht an ihrem Studienort, sondern in der Wohnung ihrer Eltern gemeldet. Um ihnen das Wählen zu erleichtern, verfügte die Regierung kurzfristig, dass sie am Wochenende der Wahl kostenlos Züge zwischen Ausbildungs- und offiziellem Wohnort nutzen dürfen.

## Wahlergebnisse

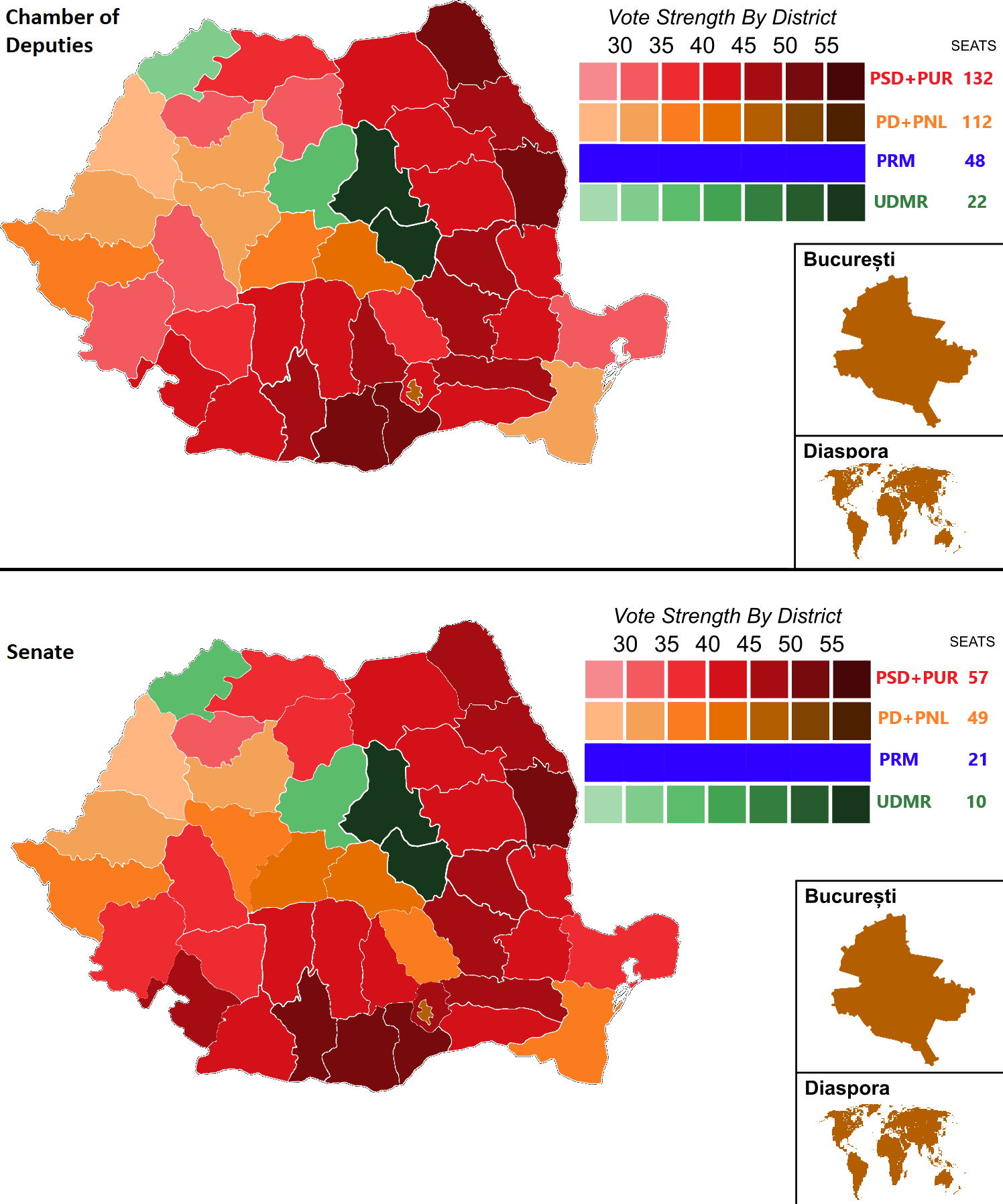
Ergebnis nach Kreisen

Erste Meinungsumfragen am Wahlabend sahen das Bündnis PSD+PC deutlich (mit etwa fünf Prozentpunkten) vor der PD-L. Die Auszählung der Stimmzettel zeigte dann ein Kopf-an-Kopf-Rennen beider Parteien; erst am Abend des 1. Dezember war klar, dass PSD und PC mit einem knappen Vorsprung der Stimmen gewinnen würden.
Im Wesentlichen entsprach das Ergebnis den Vorhersagen der meisten Meinungsforschungsinstitute. Im Vergleich zu den Wahlen 2004 waren die massiven Stimmeinbußen der PRM, die nicht mehr den Parlamentseinzug schaffte, die auffälligste Änderung. Das neue Parlament besteht damit nur noch aus vier Parteien (sowie einigen PC-Abgeordneten, die im Bündnis mit der PSD ihre Mandate errungen haben), wobei in der Abgeordnetenkammer die Mandatsträger der 18 Minderheitenparteien hinzukommen.
Durch den komplizierten Modus kam es zu leichten Verschiebung der Mandats- gegenüber der Stimmverteilung, die sich dahingehend auswirkte, dass die PD-L trotz geringeren Stimmanteiles mehr Mandate erhielt als das Bündnis PSD+PC. Das Mandats-Verteilungsverfahren führte dazu, dass insbesondere PSD- und PD-L-Kandidaten, die nur knapp die absolute Stimmenmehrheit verfehlten, den Einzug ins Parlament verpassten, wohingegen beispielsweise ein UDMR-Kandidat in einem Auslandswahlkreis mit 34 (von 1724 abgegebenen) Stimmen ein Mandat in der Abgeordnetenkammer erringen konnte. Im Kreis Arad errang die UDMR ein sich aus dem Berechnungsverfahren ergebendes zusätzliches Mandat, so dass in der Abgeordnetenkammer insgesamt 334 Parlamentarier vertreten sein werden.
Unabhängige Kandidaten erhielten in ihren Wahlkreisen nirgendwo auch nur annähernd die absolute Mehrheit der Stimmen und konnten somit nicht ins Parlament einziehen.
In der Abgeordnetenkammer wurden von den 316 Mandaten (d. h. Minderheitenparteien nicht mitgerechnet) 86 durch das Erreichen der absoluten Mehrheit der abgegebenen Stimmen in einem Wahlkreis erreicht (PSD 41, PD-L 27, PNL 4, UDMR 14), im Senat 30 von 137 (PSD 11, PD-L 11, PNL 1, UDMR 7).
Die Wahlbeteiligung lag mit 39,2 % so niedrig wie noch nie bei rumänischen Parlamentswahlen seit 1989. Tendenziell war dabei das Interesse in den Städten und den wohlhabenderen Regionen noch geringer.

### Abgeordnetenkammer
- PD-L: 115
- PSD: 110
- PNL: 65
- UDMR: 22
- Minderheiten: 18
- PC: 4

| Listen                                               | Listen | Stimmen    | %    | Mandate | +/-   |
| ---------------------------------------------------- | --- | ---------- | ---- | ------- | ----- |
|                                                      | Partidul Social Democrat – Partidul Conservator a                                                                                                   | 2.279.449  | 33,1 | 114     | –18 b |
|                                                      | Partidul Democrat Liberal c | 2.228.860  | 32,4 | 115     | +67 d |
|                                                      | Partidul Național Liberal | 1.279.063  | 18,6 | 65      | +1 d  |
|                                                      | Demokratische Union der Ungarn in Rumänien | 425.008    | 6,2  | 22      | –     |
|                                                      | Partidul România Mare | 217.595    | 3,2  | –       | –48   |
|                                                      | Partidul Noua Generație – Creștin Democrat | 156.900    | 2,3  | –       | –     |
|                                                      | Partidul Verde Ecologist (PV – PER) | 18.279     | 0,3  | –       | –     |
|                                                      | Partidul Popular și al Protecției Sociale | 8.388      | 0,1  | –       | Neu   |
|                                                      | Partidul Socialist Român | 585        | 0,0  | –       | –     |
|                                                      | Partidul Național Democrat Creștin | 316        | 0,0  | –       | –     |
|                                                      | Partidului Romaniei Europene | 87         | 0,0  | –       | Neu   |
|                                                      | Unabhängige | 28.355     | 0,4  | –       | –     |

Errungene Mandate (Abgeordnetenkammer)

|                                                      | Minderheiten Davon: - Partida Romilor „Pro-Europa“ (44.037 Stimmen, 0,6 %) - Demokratisches Forum der Deutschen in Rumänien (23.190 Stimmen, 0,3 %) | 243.909    | 3,5  | 18      | –     |
| Gesamt                                               | Gesamt | 6.886.794  | 100  | 334     | +2    |
|                                                      | |            |      |         |       |
| Ungültige Stimmen                                    | Ungültige Stimmen | 352.077    | 4,9  |         |       |
| Wähler                                               | Wähler | 7.238.871  | 39,2 |         |       |
| Wahlberechtigte                                      | Wahlberechtigte | 18.464.274 |      |         |       |
|                                                      | |            |      |         |       |
| Quellen: Biroul Electoral Central: Stimmen – Mandate | |            |      |         |       |

- a PC: 2004 unter dem Namen Partidul Umanist Român (PUR) angetreten.
- b PSD: 110 Sitze (–11); PC: 4 Sitze (–7). 2004, Sitze PSD+PUR: 132 (PSD: 121; PUR: 11).
- c PD-L: 2004 unter dem Namen Partidul Democrat (PD) angetreten.
- d 2004 traten PD und PNL gemeinsam im Wahlbündnis Alianța Dreptate și Adevăr („Allianz für Gerechtigkeit und Wahrheit“) an. 2004, Sitze PD+PNL: 112 (PD: 48; PNL: 64).

### Senat
- PD-L: 51
- PSD: 48
- PNL: 28
- UDMR: 9
- PC: 1

| Listen                                               | Listen                                          | Stimmen    | %    | Mandate | +/-   |
| ---------------------------------------------------- | ----------------------------------------------- | ---------- | ---- | ------- | ----- |
|                                                      | Partidul Social Democrat – Partidul Conservator | 2.352.968  | 34,2 | 49      | –8 a  |
|                                                      | Partidul Democrat Liberal                       | 2.312.358  | 33,6 | 51      | +30 b |
|                                                      | Partidul Național Liberal                       | 1.291.029  | 18,7 | 28      | – c   |
|                                                      | Demokratische Union der Ungarn in Rumänien      | 440.449    | 6,4  | 9       | –1    |
|                                                      | Partidul România Mare                           | 245.930    | 3,6  | –       | –21   |
|                                                      | Partidul Noua Generație – Creștin Democrat      | 174.519    | 2,5  | –       | –     |
|                                                      | Partidul Verde Ecologist (PV – PER)             | 48.119     | 0,7  | –       | –     |
|                                                      | Partidul Popular și al Protecției Sociale       | 10.805     | 0,2  | –       | Neu   |
|                                                      | Partidul Național Democrat Creștin              | 1.365      | 0,0  | –       | –     |
|                                                      | Partidul Socialist Român                        | 445        | 0,0  | –       | –     |
|                                                      | Unabhängige                                     | 10.068     | 0,1  | –       | –     |
| Gesamt                                               | Gesamt                                          | 6.888.055  | 100  | 137     | –     |
|                                                      |                                                 |            |      |         |       |
| Ungültige Stimmen                                    | Ungültige Stimmen                               | 350.816    | 4,8  |         |       |
| Wähler                                               | Wähler                                          | 7.238.871  | 39,2 |         |       |
| Wahlberechtigte                                      | Wahlberechtigte                                 | 18.464.274 |      |         |       |
|                                                      |                                                 |            |      |         |       |
| Quellen: Biroul Electoral Central: Stimmen – Mandate |                                                 |            |      |         |       |

Errungene Mandate (Senat)

- a PSD: 48 Sitze (+1); PC: 1 Sitz (–9). 2004: Sitze PSD+PUR: 57 (PSD: 47; PUR: 10).
- b 2004: Sitze PD+PNL: 49 (PD: 21; PNL: 28).

## Regierungsbildung

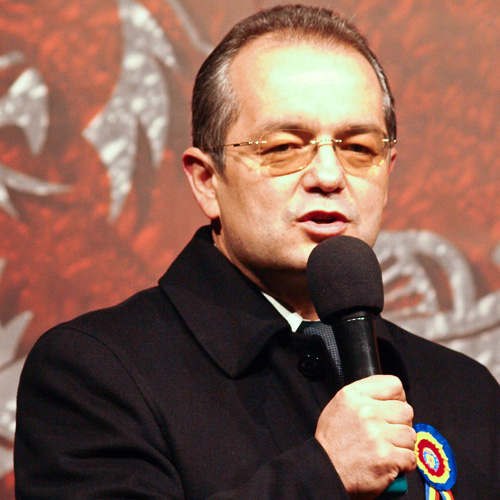
Emil Boc

Da keine Partei allein über eine absolute Mehrheit der Mandate verfügte, musste es entweder zu einer Minderheitsregierung oder zu einer Koalitionsbildung kommen. Keine der im Parlament vertretenen Parteien hatte Koalitionen mit einer anderen Parlamentspartei prinzipiell ausgeschlossen.
Laut rumänischer Verfassung ernennt der Präsident einen Kandidaten für das Amt des Ministerpräsidenten, der sich und seine von ihm gebildete Regierung einer Vertrauensabstimmung im Parlament stellen muss. Bereits im Vorfeld der Wahlen war es diesbezüglich zu Spannungen gekommen, nachdem Präsident Băsescu angekündigt hatte, die Spitzenkandidaten von PSD und PNL, Geoană und Popescu-Tăriceanu, nicht zu ernennen, da er ihnen nicht vertraue.
Nachdem eine Regierungsbildung der PNL an der Forderung Popescu-Tăriceanus scheiterte, wieder Ministerpräsident zu werden, kam es rasch zu Verhandlungen zwischen der PSD und der PD-L. Ein Hauptstreitpunkt zwischen beiden Parteien war die Frage der Regierungsbeteiligung der UDMR, die von der PD-L befürwortet, von der PSD aber abgelehnt wurde. In dieser Frage setzte sich letztlich die PSD durch; die UDMR ging nach 14 Jahren Regierungsbeteiligung wieder in die Opposition. Am 10. Dezember 2008 wurde Theodor Stolojan (PD-L) von Präsident Băsescu für das Amt des Ministerpräsidenten nominiert. Vier Tage später unterzeichneten Vertreter von PSD und PD-L den Koalitionsvertrag mit der Bezeichnung „Partnerschaft für Rumänien“. Einen Tag später zog sich Stolojan überraschend von seiner Nominierung zurück. Präsident Băsescu schlug daraufhin den PD-L-Vorsitzenden Emil Boc als neuen Ministerpräsidenten vor. Dieser und seine von ihm gebildete Koalitionsregierung (siehe Kabinett Boc I) wurden am 22. Dezember 2008 in einer gemeinsamen Sitzung von Abgeordnetenkammer und Senat mit 324 von 471 möglichen Stimmen gewählt.

## Weitere Entwicklungen in der Legislaturperiode
Die Koalition aus PD-L und PSD zerbrach schon am 1. Oktober 2009 – nach etwas mehr als neun Monaten – im Vorfeld der Präsidentschaftswahlen. Danach regierte die PD-L kurzzeitig in einer Minderheitsregierung. Boc und die PD-L versuchten, eine parlamentarische Mehrheit mit Hilfe der UDMR – der Partei der in Rumänien lebenden Ungarn –, mit weiteren Abgeordneten kleiner ethnischer Minderheiten sowie mit Überläufern von PNL und PSD zustande zu bekommen. Die PNL und die UDMR initiierten jedoch ein Misstrauensvotum, das von der PSD unterstützt und am 13. Oktober 2009 mit 254 von 471 Stimmen angenommen wurde; erforderlich wären 236 Stimmen gewesen. Die Regierung Boc ist damit nur noch geschäftsführend im Amt. PSD und PNL planen nunmehr bis zur Abhaltung der Präsidentschaftswahlen die Einsetzung eines Technokratenkabinetts, dem der siebenbürgendeutsche Bürgermeister von Sibiu, Klaus Johannis, vorstehen soll. Staatspräsident Băsescu lehnte den Vorschlag ab und nominierte am 15. Oktober seinerseits den Finanzexperten Lucian Croitoru als Ministerpräsidenten, der jedoch nur von der PD-L unterstützt und am 4. November vom Parlament abgelehnt wurde. Am 6. November schlug Băsescu den Bukarester Stadtbezirksbürgermeister Liviu Negoiță (PD-L) als Ministerpräsidenten vor. Auch dieser scheiterte mit dem Versuch, eine parlamentarische Mehrheit zu organisieren, und gab den Regierungsauftrag am 15. Dezember 2009 zurück.
Nach den von Băsescu am 6. Dezember knapp gewonnenen Stichwahlen um die Präsidentschaft nominierte er am 17. Dezember Emil Boc erneut für das Amt des Ministerpräsidenten. Boc bildete daraufhin eine Minderheitsregierung (Kabinett Boc II) aus PD-L und UDMR, die am 23. Dezember mit 276 von 471 Stimmen gewählt wurde. Damit müssen neben PD-L, UDMR, der Fraktion der Minderheiten und einigen Unabhängigen auch mindestens 40 Abgeordnete der Oppositionsparteien PSD und PNL für die neue Regierung gestimmt haben.